# Synestesi

Ett exempel på hur en grafem-synestetiker upplever bokstäver och siffror.

Synestesi är ett neurologiskt fenomen som innebär att två eller flera sinnen är sammankopplade. Vissa synesteter (även synestetiker) kan höra färger, andra kan se ljud; symptomen varierar. Uppgifterna om hur stor del av befolkningen som är synesteter varierar, allt mellan 0,001 och 4,4% har föreslagits. Synestesi har ansetts vara upp till 6% vanligare hos kvinnor än hos män, men eftersom studier ofta byggt på personer som själva söker sig till forskning bedöms felmarginalen för den siffran vara relativt stor. Två nyare studier som mer aktivt sökt upp synesteter inom familjer där forskarna vet att minst en individ har synestesi fann ration ligga på 2:7 respektive 2:1, men båda studierna är öppna för att även de uppskattningarna kan behöva justeras. Synestesi har visat sig gå igen i familjer, och man tror därför att tillståndet kan ha genetiska orsaker, dock med flera gener inblandade.
Kännetecknande för synestesi är att associationerna är automatiska, närvarande sedan tidig barndom, och oföränderliga. Vanligast är att den synestetiska kopplingen är en envägs-koppling; en utlösande stimulus (såsom åsynen av en särskild bokstav) ger en omedelbar synestetisk upplevelse (såsom av en specifik färg), men det är sällsynt att, i exemplet, färgen även ger upphov till bokstaven hos samma person. 
På engelska kallas denna den vanligaste formen för grapheme-colour, och innebär just en koppling mellan bokstäver och färg. En annan vanlig form av synestesi är att uppleva strukturer eller färger för olika tidsenheter, såsom dygn, veckor eller år. Ytterligare en form är synestetiska upplevelser kopplade till ljud, såsom att olika musikaliska toner har varsin färg. Idag finns det vetenskapliga belägg för cirka 70 former av synestesi, och det är vanligt att en person kan ha flera olika varianter. Dessa varianter rör olika sinnen - vanligast är att flera former rör ett och samma sinne - alltså syn, hörsel, lukt, smak och känsel. Men de kan även handla om rent abstrakta upplevelser som utlöser en synestetisk upplevelse, såsom att känslor utlöser färg, eller att namn kopplas till smak.  
Synestesin kan vara antingen projicerande, det vill säga, upplevas ’fysiskt’ med sinnet ifråga; såsom att bokstävers färger upplevs som ett vanligt synintryck med ögonen, eller associativ, att bokstävers färger upplevs enbart inombords, i 'det inre ögat', eller upplevelsen av att bara starkt veta att kopplingen bokstav-färg finns där.

## Neurologi
De ledande forskningsteorierna pekar på att synestesi neurologiskt innebär extra kopplingar mellan sensoriska regioner i hjärnan, vilket innebär att när ett sinne stimuleras, korsaktiverar det även ett annat. Med andra ord; i exemplet bokstäver-färg tar ögat in åsynen av en bokstav och skickar en signal till den del av hjärnan som hanterar synintryck. För synesteter skickar det då även vidare en signal till den del av hjärnan som hanterar färg och aktiverar även det. Därmed upplever synesteten både sinnesupplevelsen av bokstaven och av färgen. Det är idag känt att synesteters hjärnor består av mer grå hjärnsubstans i de delar av hjärnan som hanterar iakttagelseförmåga och uppmärksamhet, jämfört med neurotypiska personers. Även hjärnans vita hjärnsubstans, som kopplar samman olika delar av hjärnan, är strukturerad på ett annorlunda sätt hos synesteter.  
Synestesi är i stort oföränderligt genom livet. Samma triggande intryck kommer alltid att producera precis samma respons för synesteten och det är inget som denne själv kan bestämma över eller ens påverka då intrycken bara finns där automatiskt. 
Tillfälliga synestetiska upplevelser kan utlösas genom användande av psykedeliska droger, såsom LSD, men i regel är synestesi något som personen har sedan födseln och dess responser är konsekventa och upplevs för synesteten som vardagliga, om än (ofta) önskvärda. Inte heller ger synestesi känslor av rus eller förvirring, och det är värt att notera att synestetiska upplevelser inte är hallucinationer. 

## Färg och synestesi
En vanlig missuppfattning är att synestesi enbart handlar om sensoriska kopplingar till färg, vilket inte stämmer. Bokstäver/siffror till färg (grapheme-colour synesthesia) respektive musikaliska toner till färg (chromesthesia) är bara några av de vanligaste och mest kända formerna, men långt ifrån alla uppfattar de multipla intrycken som färger. Synestetiska synintryck kan lika gärna handla om geometriska former, gråskala, rastermönster, streck, eller punkter. De än så länge cirka 70 vetenskapligt belagda formerna av synestesi täcker alla sinnen samt ett antal abstrakta koncept. Det finns synesteter som får ljud av bilder eller färger, synesteter som kan smaka eller höra en geometrisk form, samt andra som ser tid som olika former, för att nämna några exempel.

## Kreativitet
Synesteter uppvisar betydligt större grad av kreativt tänkande, i betydelsen förmåga att länka samman till synes orelaterade faktorer till nya sammansatta helheter. Teorier om varför stödjer sig framför allt på att uppkomsten av nytänkande idéer korrelerar med förmåga för långtgående associationer, vilket i sin tur hänger ihop med ökad mängd kopplingar mellan hjärnregioner som delar funktionella egenskaper. Forskning föreslår därför att synesteters högre kreativa förmåga kan bero på neurologiska mekanismer som har med kopplingar av hjärnans olika delar att göra.
Vad gäller kreativt skapande – i betydelsen förmåga att kommunicera kreativitet genom andrahandsmedia eller konstnärlig talang - uppvisar inte synesteter någon fördel. Den konst de skapar kan därmed inte per definition sägas vara av en ”mer kreativ art” än icke-synesteters. Däremot har en hög grad av synesteter någon form av kreativt yrke, och bland konstnärer är de välrepresenterade. 

## Synestesi och autism
Synestesi är nästan tre gånger så vanligt hos personer med diagnosen autismspektrumtillstånd (AST), jämfört med befolkningen i stort, vilket tyder på en möjlig koppling mellan tillstånden . Forskning har visat att till grund för båda ligger en hög grad av kopplingar i hjärnan, och det tros finnas ett relativt nära genetiskt släktskap.
Autister respektive synesteter delar vissa drag, varav känslighet för sensoriska intryck och hög grad av detaljfokus är de som inom forskning tydligt kunnat fastslås. Detta innebär bland annat att trots att synesteter inte tros dela flera andra av de svårigheter och styrkor som kännetecknar autism, kan de ha samma grad av känslighet för att bli sensoriskt distraherade eller överstimulerade som autister har. En synestets vardag kan därmed begränsas eller berikas av starkt sensoriskt stimulerande miljöer, såsom hög musik eller stark belysning, men även av lägre grader stimuli, såsom tvättlappar på kläder eller särskilda smaker som orsakar obehag. 

## Analoga sinnen

Tester likt denna visar att människor inte associerar ljud till visuella former godtyckligt. När testpersoner får välja mellan orden ”Bouba” och ”Kiki”, väljs nästan alltid den spetsiga formen för ”Kiki” och den rundade för ”Bouba”.

Synestesi är ett medfött neurologiskt tillstånd och bör inte blandas samman med analoga sinnen. Hos alla människor arbetar de olika sinnena tillsammans för att bearbeta och interagera med omgivningen, och de flesta sinnesupplevelser är i någon mån multisensoriska. I kulturell bemärkelse finns det även en stor mängd gemensamma kulturella tolkningar av sensoriska fenomen, såsom att tillskriva egenskaper till färger. Ett välkänt exempel är bouba-kiki-effekten, i vilken 95-98% av testpersoner upplever att en figur med runda kanter bäst beskrivs med termen Bouba, medan en figur med spetsiga kanter bäst beskrivs som Kiki. 
Detta är dock inte detsamma som att alla människor har en svag synestesi, då synestesi klassas som ett medfött neurologiskt fenomen och det finns avgörande skillnader. En av dessa är att icke-synestetiska associationer mellan olika sinnesintryck ofta kan hänföras till tidigare upplevelser av att ha mött kopplingen i sin omgivning ofta. Att höga ljudtoner tenderar att associeras med ljusa färger och låga toner med mörka färger tros, till exempel, ha sin uppkomst i att det är en vanlig kombination i naturliga miljöer. 

## Synestesi och ålder
En del personer känner att deras synestesi försvagas med åren och de kan till och med tappa den helt. I andra fall kan vissa personer känna att de fått en starkare synestesi med åren, men detta är väldigt sällsynt och det är betydligt vanligare med en försvagad synestesi. En del personer känner att deras synestesi försvagas när de blir sjuka medan andra inte känner någon skillnad alls. 